# Muqtada as-Sadr

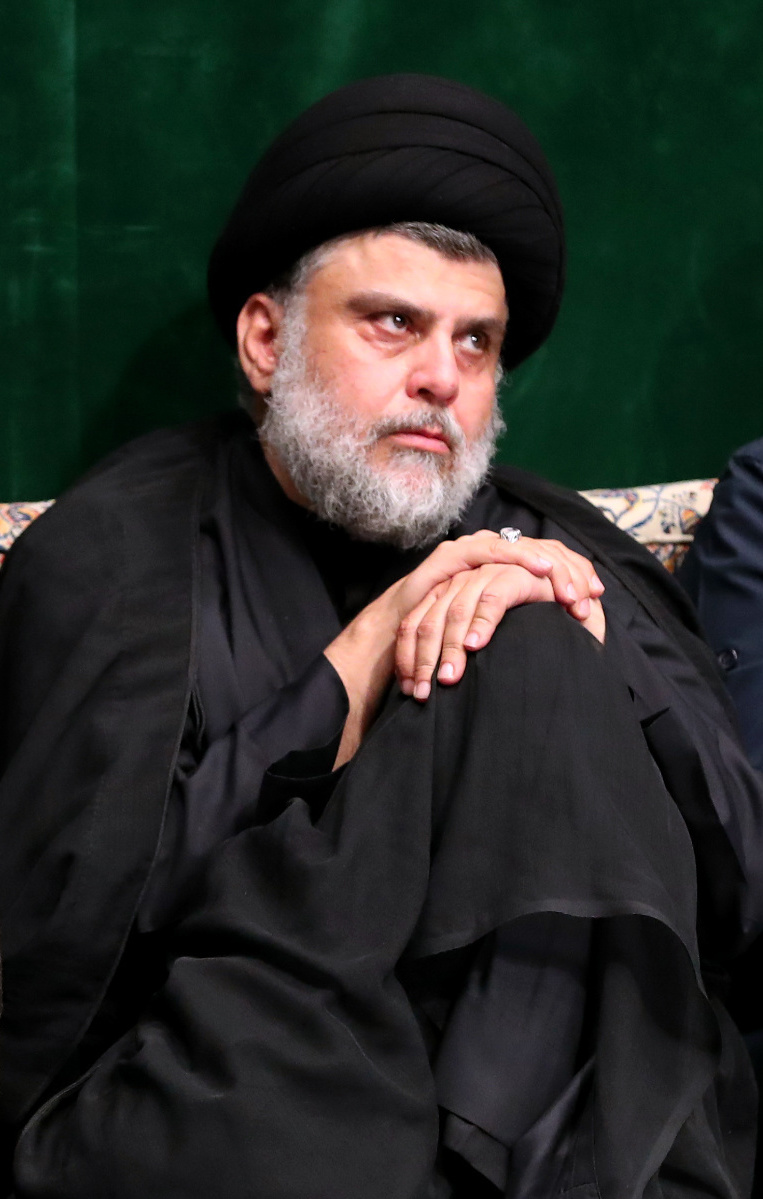
Muqtada as-Sadr in Teheran (2019)

Muqtada as-Sadr, auch Moktada al-Sadr (arabisch مقتدى الصدر, DMG Muqtadā aṣ-Ṣadr; * 12. August 1973 im Irak), ist ein radikaler irakischer Geistlicher, Milizenführer und Schiiten-Politiker, dessen Streitkräfte von 2004 bis 2008 gegen US-amerikanische und irakische Truppen kämpften.

## Schreibweise
Der arabische Name Muqtada as-Sadr / مقتدى الصدر wird auch Moqtada, Muktada oder (französisch) Mouktada geschrieben, as-Sadr meist al-Sadr oder al Sadr. In der aktuellen deutschsprachigen Berichterstattung wird sein Name meist mit Muktada al-Sadr wiedergegeben.

## Leben
Muqtada ist der jüngste Sohn des 1999 ermordeten Großajatollahs Muhammad Sadiq as-Sadr und Kopf der nicht-staatlichen schiitischen Mahdi-Armee, die im Juni 2003 formiert wurde. Die al-Mahdi-Armee ist der bewaffnete Arm der sogenannten Sadr-Front (auch: Sadr-Gruppe), as-Sadrs radikaler Bewegung. Die Zahl seiner Milizionäre wird auf 60.000 Mann beziffert. Viele Anhänger kann er unter den Jugendlichen aus den Slums von Basra und Bagdad rekrutieren, wo er auch sein Hauptquartier hat und auf das von seinem Vater geschaffene Netz der schiitischen Wohltätigkeitsorganisationen zurückgreifen kann. Muqtada gilt als potentiell gewaltbereit und ist ein Gegner jedweder Kooperation mit den USA, solange diese Truppen im Irak stationiert haben. Zunächst hat er sich auch gegen den irakischen Regierungsrat gewandt. Mit seiner Agitation bildet er einen Gegenpol zu Großajatollah Ali as-Sistani, der wichtigsten schiitischen religiösen Autorität im Irak.

### 2003

#### Auslandsbesuch
Im Frühjahr 2003 bereiste as-Sadr den Iran, wo ihn Ajatollah Seyyed Ali Chāmene'i und Akbar Hāschemi Rafsandschāni empfingen. Arabische Quellen berichteten, dass die iranische Führung auf as-Sadr als „neuen Hassan Nasrallah“ setze. Die Beziehungen verschlechterten sich später deutlich, als as-Sadr in einem Interview mit dem Fernsehkanal al-Dschazira den iranischen höchsten Geistlichen Ayatollah Ali Chamenei scharf kritisierte.

#### „Sadr-City“
Bagdads nordöstlicher Distrikt, der insbesondere von Schiiten bewohnt wird, war 1959 durch den ersten irakischen Premierminister Abd al-Karim Qasim als „Stadt der Revolution“ (Madīnat ath-Thaura) errichtet worden, wurde aber im Verlauf der Herrschaft Saddam Husseins inoffiziell nur noch „Saddam-Stadt“ (Madīnat Saddām) genannt. Nach dem Fall des irakischen Diktators erlangte as-Sadr die Kontrolle über den Stadtteil, der kurze Zeit später nach Muqtadas Vater Sadiq in „Sadr City“ umbenannt wurde.
Muqtada as-Sadr führte in Sadr City zunächst ein Regime mit strengen islamischen Regelungen, kontrolliert durch eine eigene Polizei und eigene Gerichte. Seine Anhänger sollen in der Folgezeit Alkohol verkaufende Getränkeläden, Videogeschäfte und Kinos angegriffen haben. Auch seien Frauen zum Tragen eines Schleiers gezwungen worden. Um jedoch die US-Amerikaner nicht zu provozieren, setzte sich bei as-Sadr schnell pragmatisches Denken durch. Daher distanzierten sich seine Sprecher alsbald von religiöser Gewalt in Sadr-City.

### 2004
Zu Beginn des Jahres wurde die Gefahr eines Bürgerkrieges zwischen Sunniten und Schiiten immer deutlicher. Anfang April 2004 probte as-Sadr in Nadschaf mit seinen Anhängern den Aufstand, der im Juni desselben Jahres mit einem Kompromiss endete. Am 7. April eroberte Muqtada as-Sadr die bisher von ukrainischen Soldaten bewachte Stadt Kut. US-Truppen konnten das Gebiet jedoch bereits am 9. April wieder sichern. Bis zur Beilegung des Konflikts waren ab Mai US-Truppen mit der Bekämpfung beschäftigt. Nach kurzer Zeit mündeten as-Sadrs Angriffe in einem brüchigen Waffenstillstand. Am 4. April wurden in der schiitischen Pilgerstadt Nadschaf 20 Anhänger as-Sadrs bei ausschreitenden Protesten durch eine spanische Brigade getötet. Der Protest richtete sich gegen die Verhaftung von Mustafa Yakubi, eines Vertrauten as-Sadrs. Yakubi stand in Zusammenhang mit der Ermordung des islamistischen Schiiten-Predigers Abdul Madschid al-Choi. Dieser war am 10. April 2003 nahe der Imam-Ali-Moschee in Nadschaf umgekommen. Im August begann as-Sadr mithilfe seiner Milizionäre erneut, schwere Unruhen im mittleren Irak auszulösen.
Nachdem as-Sadr sich vor der amerikanischen Armee hatte verstecken müssen, vermutete ihn der US-Kommandeur General Ricardo Sanchez in Nadschaf. Sanchez hatte den Auftrag, as-Sadr „zu fassen oder zu töten.“ Daher setzte die US-Armee die schiitischen Radikalen ab dem 13. April 2004 verstärkt unter Druck. Die Kämpfe um Nadschaf nahmen in der Folge zu. Bei den bis dahin schwersten Kämpfen in der Nacht zum 27. April 2005 gelang es den Alliierten, 64 Angehörige von as-Sadrs „Mahdi-Armee“ zu töten.
Am 5. Mai 2004 begann eine große amerikanische Offensive, um die sunnitischen Widerstandsburgen auszuheben und den Widerstand zu brechen. Dabei wurde in der in Kufa gelegenen Sahla-Moschee, einer der heiligsten Stätten der irakischen Schiiten, ein Waffenlager der Aufständischen aufgefunden. Am 27. Mai konnte in Nadschaf und Kufa eine längere Waffenruhe erzielt werden, die as-Sadr jedoch wieder aufkündigte. Ab Juni 2004 lieferte er sich in Kufa und im Raum Bakuba wieder Gefechte mit den amerikanischen und irakischen Sicherheitskräften. Ab 5. August wurde auch in Nadschaf wieder gekämpft. Doch dort konnten die Kämpfe nach einem Schlichterwort von Großayatollah Ali al Sistani am 26./27. August 2004 wieder eingestellt werden. Daraufhin verließ as-Sadr mit seiner Miliz die Stadt. Insgesamt sind allein in diesem dreiwöchigen Gefecht um Nadschaf 570 Menschen getötet und fast 800 verletzt worden.
Am 28. Juni 2004 nahm die Interimsregierung unter Ministerpräsident Iyad Allawi ihre Arbeit auf. Er wurde schnell zum wichtigsten Feindbild der vom Ausland aus gesteuerten sunnitischen Islamisten unter Abu Musab as-Zarqawi. Als radikaler Gegner der Schiiten spitzten sich die bereits laufenden bürgerkriegsähnlichen Unruhen zwischen Kontrahenten wie as-Zarqawi und as-Sadr sowie anderen Gruppierungen und Beteiligten immer weiter zu. Auch as-Sadr sah Allawi als Gegner an, da dieser in der katastrophalen und teilweise aus dem Ruder laufenden Situation mit sehr unbeliebten Maßnahmen regierte. So arbeitete er unter anderem mit ehemaligen Geheimagenten der Baath-Partei zusammen. Die Regierung ihrerseits war nicht gewillt, zukünftig Privatarmeen eines as-Sadr zu dulden.
Ab Herbst 2004 waren die zwei islamischen Hauptglaubensrichtungen des Landes fast ausschließlich mit der Bekämpfung untereinander beschäftigt, wobei beide Seiten auch Attentate gegen staatliche Behörden unternahmen. Die aufständischen Sunniten intensivierten ihre Überfälle und Morde an Schiiten südlich von Bagdad. Diese Region erhielt schnell die Bezeichnung „Dreieck des Todes“.

### 2006
Anfang 2006 hatte sich die Situation etwas beruhigt. In der neuen irakischen Regierung sitzen drei Anhänger as-Sadrs, und auch in der Nationalversammlung sind einige seiner Anhänger vertreten, vor allem als Kandidaten der Vereinigten Irakischen Allianz; angeblich besteht auch die Partei National Independent Cadres and Elites, die bei der Wahl drei Sitze gewann, aus Anhängern as-Sadrs.
Im Oktober 2006 kam es abermals zu Unruhen, als US-Truppen Scheich Mazin al-Sa'idi verhafteten, einen Vertrauten as-Sadrs, den sie für die Leitung von Todesschwadronen der Mahdi-Miliz verantwortlich machen. Auf persönliche Intervention des schiitischen Premierministers Maliki wurde er wieder freigelassen; dieses Eingreifen soll bei den US-Amerikanern großen Unmut hervorgerufen haben.

### 2007
Als sich der Sturz von Saddam Hussein am 9. April 2007 zum vierten Mal jährte, rief as-Sadr zu Demonstrationen gegen die Präsenz ausländischer Truppen im Irak auf. Diesem Aufruf folgten vor allem in Kufa und Nadschaf, den heiligen Städten der Schiiten, mehrere hunderttausend Menschen. Sie schwenkten irakische Flaggen und riefen „Ja zum Irak“, „Tod den USA“ und „Besatzer sollen den Irak verlassen“. Nachdem ein Haftbefehl gegen as-Sadr erlassen worden war, floh er in den Iran.

### 2008
Laut einem Bericht von Newsweek Anfang 2008 betrieb as-Sadr in Qom Studien, um in den Besitz des Titels eines Ajatollahs zu gelangen. Im März 2008 kam es in Basra zu schweren Gefechten zwischen Anhängern as-Sadrs und der irakischen Armee. As-Sadr rief 2008 zudem die Arabische Liga und die Organisation der Islamischen Konferenz auf, die radikalen Kräfte im Irak zu unterstützen.

### 2011
Am 5. Januar 2011 kehrte as-Sadr aus seinem Exil zurück. Beobachter gehen davon aus, dass seine Rückkehr den iranischen Einfluss auf den Irak stärken wird, die britische Zeitung The Guardian sprach in diesem Zusammenhang sogar von einem „erneuten iranischen Putsch im Irak“. In seiner ersten Rede am 8. Januar in Nadschaf rief er seine Anhänger zum Widerstand, auch militärischer Art, gegen die Besatzer auf, verurteilte aber Gewalt gegen Iraker.

### 2014
As-Sadr, der sich eigentlich aus der Politik zurückziehen wollte, rief angesichts des Vormarschs des Islamischen Staates zur Bildung von Milizen auf. Noch immer seien tausende schiitische Milizionäre As-Sadr treu ergeben.

### 2016
Im Februar 2016 forderte as-Sadr, wichtige Regierungsposten mit Technokraten neu zu besetzen. Für den Fall, dass diese Forderung ungehört bleibe, würden seine Anhänger die mit Mauern und Stacheldraht gesicherte Grüne Zone in Bagdad stürmen. Tausende seiner Anhänger gingen für as-Sadrs Forderungen auf die Straße. Nachdem am 30. April 2016 eine Abstimmung über eine Kabinettsumbildung im Parlament gescheitert war, drangen erstmals seit 2003 mehrere hundert Iraker in die Grüne Zone ein, in der das Regierungsviertel liegt. Der arabische Nachrichtensender al-Arabiya zeigte Bilder von Anhängern as-Sadrs, die über Schutzwände kletterten. Die Eindringlinge verschafften sich auch Zutritt zum Parlament, wo sie die irakische Fahne schwenkten und Losungen skandierten. Die UN-Mission in Bagdad äußerte sich „ernsthaft besorgt“ über die Ereignisse.

### 2018
Bei der Wahl zum Repräsentantenrat im Mai 2018 erhielt ein Wahlbündnis zwischen der Bewegung von Muqtada as-Sadr sowie säkularen Kräften die relative Mehrheit der Stimmen. As-Sadr selbst kandidierte nicht, festigte jedoch seinen Einfluss auf die irakische Gesellschaft.

### 2021
Im Oktober 2021 gewann die Bewegung von as-Sadr nach offiziellen Angaben die vorgezogene Parlamentswahl, bei der die Wahlbeteiligung auf ein Rekordtief von rund 41 Prozent sank. As-Sadr hatte bei der Wahl selbst nicht kandidiert.

### 2022
Nachdem das irakische Parlament im Jahr 2022 ein Gesetz beschlossen hatte, das Menschen im Irak (auch Ausländern) verbietet, Kontakte zu Israelis zu unterhalten, und das bei Zuwiderhandlungen in härtesten Fällen lebenslange Haftstrafen oder Todesstrafen vorsieht, rief as-Sadr die Bevölkerung dazu auf, auf den Straßen zu feiern.
Am 29. August 2022 gab as-Sadr bekannt, sich aus der irakischen Politik zurückzuziehen. Er ordnete auch die Schließung der Büros seiner Partei an. As-Sadr verlangte die Auflösung des Parlaments und vorgezogene Neuwahlen. Kurz darauf drangen Anhänger von as-Sadr, die teilweise Fotos des Politikers hochhielten, in die streng gesicherte Grüne Zone Bagdads ein. Dort befindet sich unter anderem das Büro von Ministerpräsident Mustafa Al-Kadhimi. Die Eindringlinge stürmten den Regierungspalast, wobei zwei Menschen getötet wurden. Bei Anbruch der Dunkelheit lieferte sich eine as-Sadr nahestehende Miliz Gefechte mit den sogenannten Volksmobilisierungseinheiten, einem Zusammenschluss vom Staat geduldeter paramilitärischer Gruppen. Insgesamt kamen bei den Unruhen mindestens 30 Menschen ums Leben. Das Militär verhängte eine Ausgangssperre ab 19 Uhr Ortszeit im ganzen Irak. Der Iran schloss seine Grenze zum Irak.

## Äußerungen zur Corona-Pandemie
Am 28. März 2020 behauptete as-Sadr bei Twitter, dass eines der schwerwiegendsten Dinge, die zur Ausbreitung der Corona-Pandemie geführt haben, die Legalisierung der gleichgeschlechtlichen Ehe sei; diese müsse von allen Regierungen unverzüglich aufgehoben werden.
Zur Unterstützung der Corona-Impfkampagne, die im Irak bei vielen Menschen auf Skepsis stieß, ließ As-Sadr über Saleh Muhammad al-Iraqi (den Sprecher der Bewegung) den Video-Clip seiner Impfung vom 29. April 2021 veröffentlichen. „Ich habe den Impfstoff für die Menschen genommen, lasst mich nicht im Stich“, ermutigte as-Sadr in dem Video. „Los geht's, holt euch den Impfstoff!“ Das Video soll unter seinen Anhängern zu einer gesteigerten Impfbereitschaft geführt haben, manche hätten zur Impfung ein As-Sadr-Porträt mitgebracht.